# باربارا مک‌لین
باربارا مک‌لین (انگلیسی: Barbara McLean; ۱۶ نوامبر ۱۹۰۳ – ۲۸ مارس ۱۹۹۶) یک تدوین‌گر اهل ایالات متحده آمریکا بود.

## جوایز
وی همچنین برنده جوایزی همچون جایزه اسکار بهترین تدوین فیلم شده است.

## بخشی از فیلمشناسی
- خروس (فیلم ۱۹۲۹) (۱۹۲۹)
- عشق‌بازی‌های چلینی (۱۹۳۴)
- خانه روتشیلت (۱۹۳۴)
- بینوایان (فیلم ۱۹۳۵) (۱۹۳۵)
- لویدز لندن (فیلم) (۱۹۳۶)
- ویلسون (فیلم) (۱۹۴۴)
- در شیکاگوی قدیم (۱۹۳۸)
- فصل باران آمد (۱۹۳۹)
- جسی جیمز (فیلم ۱۹۳۹) (۱۹۳۹)
- آوای برنادت (۱۹۴۵)
- دوازده ساعت پرواز (۱۹۴۹)
- همه‌چیز درباره ایو (۱۹۵۰)
- داوود و بث‌شبع (فیلم) (۱۹۵۱)